# Вранов на Топлој
Вранов на Топлој (слч. Vranov nad Topľou, мађ. Varannó) град је у Словачкој, који се налази у оквиру Прешовског краја.

## Географија
Вранов на Топлој је смештен у источном делу државе. Престоница државе, Братислава, налази се 500 км западно од града, а Кошице на 70 км југозападно.
Рељеф: Вранов на Топлој се развио у североисточном ободу Панонске низије. Град се налази на месту где равничарско тло на југу прелази у побрђе на северу. Источно од града издиже се планина Сланске врхи. Надморска висина града је око 130 метара.
Клима: Клима у Вранову на Топлој је умерено континентална.
Воде: Кроз Вранов на Топлој пролази река Топла, чије је име уграђено у назив града. Пар километара источно од града протиче и река Ондава, најважнији водоток у крајње источном делу државе.

## Историја
Људска насеља на овом простору датирају још из праисторије. Насеље под данашњим именом први пут се спомиње 1332-1335. године, а околина је већ тада била насељена Словацима. Насеље је 1363. године добило градска права. Током следећих векова град је био у саставу Угарске као обласно трговиште. У 16. и 17. веку, Требишов се нашао на граници Угарске и Османског царства, која је била пуна сукоба.
Крајем 1918. године Вранов на Топлој је постао део новоосноване Чехословачке. У време комунизма град је нагло индустријализован, па је дошло до наглог повећања становништва. После осамостаљења Словачке, град је постао њено значајно средиште, али је дошло и до великих проблема везаних за преструктурирање привреде.

## Становништво
| Година:    | 1994.  | 2004.   | 2014.   | 2024.    |
| ---------- | ------ | ------- | ------- | -------- |
| Број људи: | 23 900 | 23 036  | 22 898  | 20 262   |
| Разлика:   |        | -3,61 % | -0,59 % | -11,51 % |

| Година:    | 2023.  | 2024.   |
| ---------- | ------ | ------- |
| Број људи: | 20 488 | 20 262  |
| Разлика:   |        | -1,10 % |

Данас Вранов на Топлој има око 23.000 становника и последњих година њихов број стагнира.
Етнички састав: По попису из 2001. године састав је следећи:
- Словаци - 93,1%,
- Роми - 4,4%%,
- Чеси - 0,6%,
- остали.

Верски састав: По попису из 2001. године састав је следећи:
- римокатолици - 62,6%,
- гркокатолици - 20,1%,
- лутерани - 7,2%,
- атеисти - 5,7%%,
- остали.

## Партнерски градови
- Бистрице на Пернштејну

## Галерија
- Гркокатоличка црква
- Градско здање
- Главна улица
- Нова католичка црква